# Utolsó tangó Párizsban
Az Utolsó tangó Párizsban (Ultimo tango a Parigi) egy 1972-ben bemutatott filmdráma, Bertolucci filmje. Egy amerikai özvegy férfi és egy fiatal párizsi lány szexuális kapcsolatát mutatja be Marlon Brando és Maria Schneider főszereplésével.
Az alapötlet Bertolucci saját szexuális fantáziájából született: egy az utcán látott gyönyörű, ismeretlen nővel szeretkezni. A forgatókönyvet Franco Arcallivel együtt írta. A szerepre eredetileg korábbi filmjének – A megalkuvónak (1970) – két főszereplőjét Jean-Louis Trintignant-t és Dominique Sandát szerette volna felkérni, de mindketten nemet mondtak. Így esett a választás Brandóra és a fiatal Schneiderre. Brando már befejezte A Keresztapa (1972) forgatását, mely később az Utolsó tangóval együtt a nagy visszatérést jelentette számára. Mindkét alakításáért Oscar-díjra jelölték. A forgatási munkálatok 1972 elején kezdődtek és nem egészen három hónapig tartottak. A jeleneteket Párizsban vették fel.

## Történet
|  | Alább a cselekmény részletei következnek! |

Paul felesége elvesztése után Párizs utcáin próbál megnyugvást találni. A középkorú férfi egy régi bérházban, kiadó lakás után kutatva, összefut a fiatal egyetemista Jeanne-nal. A találkozás szenvedélyes szeretkezésbe torkollik. Paul és Jeanne számára a lakás válik a találkozás helyszínévé, ahol sajátos kapcsolat bontakozik ki közöttük, melyben a testiség jelentős szerepet tölt be. Kiszakadva saját életükből és a mindennapokból az üres lakás falai között. A férfit a menekvés, a lányt a felfedezés vágya hajtja. Azonban Paul elzárkózik attól, hogy Jeanne igazán megismerhesse. Zsarnoki módon uralja viszonyukat, szinte megalázza a fiatal lányt. Paul a névtelenség biztonságában, identitás nélkül próbál a kapcsolatban létezni. De a viszony nem bizonyul működőképesnek: mikor Paul már kezdene megnyílni Jeanne előtt, a lány megrémül Paultól és a kapcsolattól. Jeanne lelövi a férfit.
|  | Itt a vége a cselekmény részletezésének! |

## Főbb szereplők
| Szerep       | Színész           | Magyar hangja (1. szinkron) |
| ------------ | ----------------- | --------------------------- |
| Paul         | Marlon Brando     | Tordy Géza                  |
| Jeanne       | Maria Schneider   | Györgyi Anna                |
| Rosa anyja   | Maria Michi       | Kassai Ilona                |
| Prostituált  | Giovanna Galletti | Némedi Mari                 |
| Jeanne anyja | Gitt Magrini      | Dallos Szilvia              |
| Tom          | Jean-Pierre Léaud | Háda János                  |
| Marcel       | Massimo Girotti   | Barbinek Péter              |

## Fogadtatás
A film bemutatásakor hatalmas botrányt keltett, Spanyolországban nem engedték levetíteni, Olaszországban pornográfia vádjával a filmet betiltották, ráadásul még a kópiák megsemmisítését is elrendelték. A bolognai bíróság Bertoluccit 5 évre eltiltotta a közügyektől. A film a botrányok miatt, vagy annak ellenére nagy sikernek örvendett. Schneider később a szereppel kapcsolatban úgy nyilatkozott, hogy „Nem akartam sztár lenni, még kevésbé botrányos színésznő. [...] Később döbbentem rá, hogy Brando és Bertolucci manipuláltak.” Schneider annyira rossz emlékeket őrzött a forgatásról, hogy pl. a nemi erőszak-jelenet forgatásakor is sokkot szenvedett el, amit később sem tudott kiheverni. A színésznőt később is hasonló kellemetlenségek érték. 1976-ban vele kezdték a máig hírhedt és számos rejtéllyel övezett Caligula c. Tinto Brass-film forgatását. Amikor viszont egy szexjelenetet vettek fel a készítők Schneider egyszer csak se szó, se beszéd távozott a forgatásról. Amikor a sajtóban kérdezték miért tette, kurtán annyit válaszolt, hogy színésznő és nem prostituált. A film egyéb jeleneteit elnézve, amelyeket utóbb vagy cenzúráztak, vagy hatalmas botrányt csaptak, csak gyanítani lehet, hogy mit akartak Schneidertől a filmesek. És mivel Schneidert már az Utolsó tangó Párizsban c. film is megviselte nyilván nem is lehet csodálkozni döntésén.
A filmet Magyarországon csak a nyolcvanas években mutatták be.

## Érdekességek
- A film eredeti változata több mint négy órás volt.
- A film nyitójelenetét Párizs Passy negyedében található Bir-Hakeim hídon rögzítették. Ennek közelében van a lakás is, ahol a belső jeleneteket forgatták.

## Díjak, jelölések
- Oscar-díj (1974)
  - jelölés: legjobb rendező (Bernardo Bertolucci)
  - jelölés: legjobb színész (Marlon Brando)
- Golden Globe-díj (1974)
  - jelölés: legjobb rendező (Bernardo Bertolucci)
  - jelölés: legjobb film
- BAFTA-díj (1974)
  - jelölés: legjobb férfi főszereplő (Marlon Brando)
- New York-i Filmkritikusok Egyesülete (1974)
  - díj: legjobb színész – Marlon Brando
- Filmkritikusok Nemzeti Szövetségének Díja (USA) (1974)
  - díj: legjobb színész – Marlon Brando
- Filmes Újságírók Olasz Nemzeti Szindikátusa (1973)
  - díj: Ezüst szalag (legjobb rendező) – Bernardo Bertolucci